# Yusuf Şimşek
Yusuf Şimşek (se prononce « chimchèque ») est un footballeur turc, milieu offensif ou meneur de jeu, né le 20 juillet 1975 à Elmali en Turquie devenu entraineur. 
Yusuf Şimşek signe jusqu'à la fin de la saison 2010-2011 un nouveau contrat de 1 an. Il gagnera 500 000 de TL et 30 000 par match.

## Palmarès
- Coupe de Turquie de football en 2009 au Beşiktaş JK[4]
- Championnat de Turquie de football en 2008-2009 avec Beşiktaş JK[5]